# Masajeador íntimo
El masajeador íntimo es un aparato eléctrico que se utiliza como complemento al masaje erótico. Normalmente aporta al mismo vibración y calor, además de servir como elemento para romper la monotonía del mismo.
Aunque su forma varía según el modelo, lo normal es que su forma se adapte a la mano, permitiendo que ésta siga tocando la piel para no desnaturalizar el masaje. Además, suelen ser aparatos herméticos, para que puedan combinarse con otros complementos como aceites y lubricantes. La forma está diseñada para que pueda usarse en las zonas más íntimas, habitualmente en los preliminares de una relación sexual.
En los últimos años ha dejado de ser un juguete sexual de venta en un sex-shop, para pasar a estar fabricado por populares marcas de electrodomésticos y venderse en grandes superficies como un aparato más a tener en casa.